# Балка Щербанська
Балка Щербанська — балка (річка) в Україні у Возненсенському районі Миколаївської області. Права притока річки Гнилого Єланця (басейн Південного Бугу).

## Опис
Довжина балки приблизно 10,97 км, найкоротша відстань між витоком і гирлом — 9,69 км, коефіцієнт звивистості річки — 1,13. Формується декількома струмками та загатами.

## Розташування
Бере початок у селі Василівка. Тече переважно на південний схід і у селі Щербані впадає в річку Гнилий Єланець, ліву притоку Південного Бугу.
Населені пункти вздовж берегової смуги: Шевченко.

## Цікаві факти
- У XX столітті на балці існували молочно,- вівце-тваринні ферми (МТФ, ОТФ), газгольдери та газові свердловини[2].